# Anna Maria Adorni
Anna Maria Adorni Botti, A.I.M., rodným jménem Anna Maria Adorni (19. června 1805, Fivizzano – 7. února 1893, Parma) byla italská římskokatolická řeholnice, zakladatelka a členka kongregace Služebnic Neposkvrněného Početí. Katolická církev ji uctívá jako blahoslavenou.

## Život
Narodila se dne 19. června 1805 ve Fivizzanu rodičům Matteu Adornimu a Antonii Zanettimu. Pokřtěna byla 23. června téhož roku. Roku 1820 jí zemřel otec, načež se s matkou přestěhovala za prací do Parmy. Zde se stala vychovatelkou. V té době se toužila stát kapucínkou, avšak řeholnicí se nestala, aby mohla finančně podporovat svou matku.
Dne 18. října 1826  se provdala za Antonia Domenica Bottiho, který pracoval v parmském vévodském paláci. Narodilo se jim šest dětí, z nichž pět zemřelo v dětství a jediný přeživší syn Leopoldo se stal benediktinem. Dne 23. března 1844 ovdověla.
Začala působit mezi vězeňkyněmi, které vyučovala zásadám křesťanské víry a po propuštění je pomáhala začleňovat do společnosti. Postupně se k ní přidali další ženy, se kterými založila se souhlasem parmského biskupa Giovanni Tommasoho Neuschela a parmské vévodkyně Marie Luisy Habsbursko-Lotrinské. Institut Dobrého pastýře, jehož členky působily mezi vězeňkyněmi se začal rozrůstat, pročež mu sehnala zázemí v bývalém klášteře.
Dne 1. května 1857 založila ženskou řeholní kongregaci Služebnic Neposkvrněného Početí a spolu se svými společnicemi do ní také sama vstoupila. Roku 1859 v ní složila doživotní řeholní sliby a stala se její generální představenou.
Roku 1892 se její zdravotní stav zhoršil a krátkou dobu byla upoutána na lůžko. Zemřela dne 1893 v Parmě. Nejprve byla pohřbena na hřbitově Villetta v Parmě, později byly její ostatky přeneseny do kaple mateřského domu jí založené kongregace v Parmě.

## Úcta
Její beatifikační proces započal dne 29. února 1940, čímž obdržela titul služebnice Boží. Dne 6. února 1978 ji papež sv. Pavel VI. podepsáním dekretu o jejích hrdinských ctnostech prohlásil za ctihodnou. Dne 27. března 2010 byl uznán zázrak na její přímluvu, potřebný pro její blahořečení.
Blahořečena pak byla dne 3. října 2010 v katedrále Nanebevzetí Panny Marie v Parmě. Obřadu předsedal jménem papeže Benedikta XVI. arcibiskup Angelo Amato.
Její památka je připomínána 7. února. Bývá zobrazována v řeholním oděvu a s krucifixem. Je patronkou vdov.